# Josef Kollmer
Josef Kollmer (Händlern, 26 febbraio 1901 – Cracovia, 24 gennaio 1948) è stato un militare e poliziotto tedesco funzionario delle SS responsabile degli omicidi di massa ad Auschwitz. Fu processato al processo di Auschwitz.

## Biografia
Nacque a Händlern, in Baviera, dopo aver trascorso diversi anni nelle forze di polizia tedesche, divenne membro delle SS il 1º gennaio 1935. Si unì al Partito Nazista nel maggio 1937. Nell'ottobre 1941 fu arruolato nelle Waffen-SS e assegnato ad Auschwitz, dove comandò varie compagnie di guardia fino all'ottobre 1943. Si trasferì quindi temporaneamente al campo di concentramento di Mittelbau-Dora, ma tornò ad Auschwitz nel maggio 1944. Inizialmente comandò le guardie nel campo principale di Auschwitz, poi nel campo di lavoro di Monowitz dall'agosto all'ottobre 1944. Durante la sua permanenza ad Auschwitz, Kollmer partecipò all'omicidio di massa degli ebrei nelle camere a gas di Birkenau dove eseguì diverse fucilazioni al Muro Nero, il muro divisorio tra i blocchi 10 e 11 di Auschwitz, e presso la fabbrica di Buna-Monowitz.
Kollmer fu processato dal Tribunale Nazionale Supremo al processo di Auschwitz a Cracovia nel quale fu condannato a morte. La sua condanna fu eseguita mediante impiccagione nella prigione di Montelupich a Cracovia.